# Ismaël Nuino
Ismaël Nuino, né le 1er novembre 2000 à Charleroi, est un homme politique belge, membre du parti Les Engagés (LE).

## Biographie
Ismaël Nuino nait le 1er novembre 2000 à Charleroi.
Le 18 juillet 2024, il devient député fédéral à la Chambre des représentants en remplaçant Elisabeth Degryse qui devient ministre-présidente dans le Gouvernement Degryse.